# Bosquerola camaclara
La bosquerola camaclara (Myiothlypis signata) és un ocell de la família dels parúlids (Parulidae).

## Hàbitat i distribució
Habita la selva pluvial i sotabosc, localment als Andes de Colòmbia, centre i sud-est del Perú, centre i sud-est de Bolívia i nord-oest de l'Argentina.